# Pasquale Misuraca
Pasquale Misuraca (* 12. März 1948 in Siderno) ist ein italienischer Filmregisseur, Dokumentarfilmer und Drehbuchautor, Soziologe und Schriftsteller.
Misuraca studierte Malerei und Bildhauerei in Reggio Calabria, dann Architektur und Soziologie in der italienischen Hauptstadt. In den 1970er Jahren hielt er Seminare an der Universität La Sapienza, in späteren Jahren auch als Gastdozent in Santiago de Chile und erneut in Rom. Misuraca arbeitete für die RAI und für die Werbung und drehte den ersten seiner experimentierfreudigen Filme, die alle nahezu unbemerkt wieder aus den wenigen Kinos verschwanden, in denen sie gezeigt wurden, 1986. Angelus notus war eine Hommage an Pier Paolo Pasolini, über den der Kalabrier Misuraca 1993 auch einen Dokumentarfilm, Pasolinis Asche, veröffentlichte. Auch der 1991 entstandene Non ho parole steckt voller visueller Einfälle und zeigt die „Auflösung normierter erzählerischer Formen“, die das Publikum aber kaum goutierte. Mitte der 1990er Jahre verlegte er sich auf Kurzfilme.
Seit vielen Jahren schreibt Misuraca auch Romane und Erzählungen, Haikus und Essays.

## Filmografie (Auswahl)
- 1987: Angelus notus
- 1991: Non ho parole – Ich habe keine Worte (Non ho parole)
- 1993: Pasolinis Asche (Le ceneri di Pasolini) (Dokumentarfilm)